# Nectria venusta
Nectria venusta är en svampart som beskrevs av Syd. 1930. Nectria venusta ingår i släktet Nectria och familjen Nectriaceae.   Inga underarter finns listade i Catalogue of Life.